# Stella Vander
Stella Zelcer, conocida como Stella Vander (París, 12 de diciembre de 1950) es una cantante lírica, compositora, y productora musical francesa. Es una de las voces principales de Magma

## Inicios
Stella nació en París, Francia en el seno de una familia de inmigrantes polacos y comenzó a cantar cuando era niña a principios de 1960. Sus canciones eran parodias del estilo yeyé que en aquellos años era muy popular. En 1963 con solo 12 años grabó su primer EP que incluía "Pourquoi pas moi" y en 1966 grabó "Un air du folklore Auvergnat", una canción popular de Auvergne burlándose de "Le Folklore Américain" de Sheila. 
Debido al particular sarcasmo que predominaba en su música y siendo una niña Stella logró ganarse un lugar en el ambiente musical parisino de los 60's. 
En 1967 con 16 años, grabó su último trabajo en este estilo "sarcástico", llamado Beatnicks D.

## Con Magma
En la década de 1970 Stella conoce al compositor Christian Vander e ingresa a Magma. Con esta agrupación ha grabado más de 20 álbumes lo cual la hace ser la vocalista más perdurable y la voz femenina característica del grupo.

## Etapa solista
En 1991 lanzó su primer álbum en solitario como Stella Vander, D'épreuves d'amour (Séptima A-VIII). En 1997 publicó Pourquoi pas moi. En 2004 editó Le coeur allant vers (Ex-Tension, con Sophia Domancich). En 2011 Passage du Nord Ouest (Séptimo CD AKT XVII 2) (Grabado en París, 29/12/1991 - Recopilación de 40 pistas de 1963–1968)
- Datos: Q3498156
- Multimedia: Stella Vander / Q3498156